# Potamobatrachus trispinosus
Potamobatrachus trispinosus, popularmente conhecido como mangangá, niquim ou miquim, é uma espécie de peixe-sapo endêmica do Brasil, onde vive nos rios Araguaia e Tocantins.

## Etimologia
O nome popular mangangá deriva do tupi manga'nga, que historicamente designou abelhas do gênero Bombus. Por extensão, passou a designar alguns peixes brasileiros. Niquim, segundo Antenor Nascentes, por sua vez citando L. F. R. Clerot, deriva do tupi ni, "enrugado, encrespado, franzino", e -qui, "espinhento".

## Taxonomia
A espécie é conhecida por somente três espécimes, a partir de duas coletas realizadas em ambientes encachoeirados. Um dos parátipos foi retirado de São Bento, rio Araguaia, no Pará, sendo descrita por Collette em 1995.

## Descrição
É um peixe pequeno, medindo aproximadamente cinco centímetros quando adulto. Estima-se que viva mais de oito anos. Possui a cabeça larga e uma coloração parda. Tem som característico com a bexiga natatória. Não possui escamas. Possui um espinho oco em cada opérculo, assim como dois na nadadeira dorsal. Através das glândulas, é capaz de produzir veneno, que não é muito forte, porém suficiente para ferir. Há a indicação de que espécie possui dimorfismo sexual, com a fêmea sendo maior que o macho quando adultos. Alimenta-se basicamente de outros peixes. Em cativeiro, recusa alimentos secos ou congelados, preferindo alimentos vivos. A espécie é ovípara. Não há informações específicas sobre o modo de reprodução, embora acredita-se que se assemelhe às das demais espécies de sua família. Possui baixa taxa de fecundidade, e a estratégia reprodutiva envolve alto investimento parental.

## Conservação
Potamobatrachus trispinosus corre risco de extinção. A supressão de ambientes encachoeirados pela construção de hidrelétricas é o maior fator de risco à sobrevivência da espécie. Por conta da construção da hidrelétrica de Tucuruí, provavelmente encontra-se extinta na região. É provável, contudo, que resista na região de São Bento e demais pontos com águas encachoeiradas. Em 2007, foi classificada como vulnerável na Lista de espécies de flora e fauna ameaçadas de extinção do Estado do Pará; em 2014, como em perigo na Portaria MMA N.º 444 de 17 de dezembro de 2014; e em 2018, como em perigo no Livro Vermelho da Fauna Brasileira Ameaçada de Extinção do Instituto Chico Mendes de Conservação da Biodiversidade (ICMBio). A classificação como espécie em risco de extinção se manteve em 2020. Foi incluída no Plano de Ação Nacional para Conservação das Espécies Ameaçadas de Extinção da Ictiofauna, Herpetofauna e Primatas do Cerrado e Pantanal, sendo uma das 41 espécies a ser abrangida por tal iniciativa, nos termos da Portaria de N.º 293 do Ministério do Meio Ambiente (MMA).